# Luís Armando Ovelar
Luís Armando Ovelar Maldonado (n. San Isidro de Curuguaty, Paraguay, 8 de junio de 1983) y es un futbolista paraguayo. Juega de delantero y actualmente milita en el General Díaz de la Tercera División de Paraguay.
En el año 2013 se consagró campeón de la Primera División de Paraguay al ganar el Torneo Apertura con el Club Nacional.

## Legado deportivo
Su hermano Roberto Ovelar y su primo Christian Ovelar fueron futbolistas, actualmente están retirados.

## Clubes
| Club                  | País      | Año         |
| --------------------- | --------- | ----------- |
| 3 de Febrero          | Paraguay  | 2005 - 2006 |
| Guaraní               | Paraguay  | 2007        |
| Godoy Cruz de Mendoza | Argentina | 2007 - 2008 |
| Cerro Porteño PF      | Paraguay  | 2008        |
| Guaraní               | Paraguay  | 2009        |
| Sportivo Luqueño      | Paraguay  | 2010        |
| Guaraní               | Paraguay  | 2011        |
| Sportivo Luqueño      | Paraguay  | 2011        |
| Deportivo Petare      | Venezuela | 2012        |
| Nacional              | Paraguay  | 2012 - 2013 |
| General Díaz          | Paraguay  | 2013        |
| Los Caimanes          | Perú      | 2014        |
| General Díaz          | Paraguay  | 2015 - 2016 |
| Resistencia           | Paraguay  | 2016        |
| Santaní               | Paraguay  | 2017        |
| Deportivo Caaguazú    | Paraguay  | 2018        |
| General Díaz          | Paraguay  | 2024        |